# Larroque, Haute-Garonne
 Larroque  là một xã thuộc tỉnh Haute-Garonne trong vùng Occitanie tây nam nước Pháp. Xã này nằm ở khu vực có độ cao trung bình 345 mét trên mực nước biển.
Phần còn lại của lâu đài thế kỷ 12, lâu đài Larroque được Bộ Văn hóa Pháp đưa vào danh sách di tích lịch sử.